# Moggridgea tanypalpa
Moggridgea tanypalpa är en spindelart som beskrevs av Griswold 1987. Moggridgea tanypalpa ingår i släktet Moggridgea och familjen Migidae.
Artens utbredningsområde är Angola. Inga underarter finns listade i Catalogue of Life.